# SalamAir
SalamAir (in arabo السلام‎?), è una compagnia aerea a basso costo omanita fondata nel 2016 ed è basata all'aeroporto Internazionale di Mascate. È la seconda compagnia aerea dell'Oman.

## Storia
SalamAir è stata fondata nel 2016 come prima low-cost del Sultanato dell'Oman ed è stata presentata ufficialmente al pubblico l'11 ottobre dello stesso anno. Il 19 novembre ha ricevuto in consegna il suo primo di tre Airbus A320 (PR-MHI) configurato a 174 posti. Dopo aver inizialmente annunciato di offrire voli per Dubai, Jedda e Salalah a dicembre sono stati messi in vendita solo i voli per Dubai e Salalah. Il 30 gennaio 2017 ha iniziato le operazioni commerciali con il volo OV1 Mascate-Salalah a cui, con l'arrivo del secondo aeromobile, il 28 febbraio si è affiancato il volo Mascate-Dubai.

## Flotta

### Flotta attuale

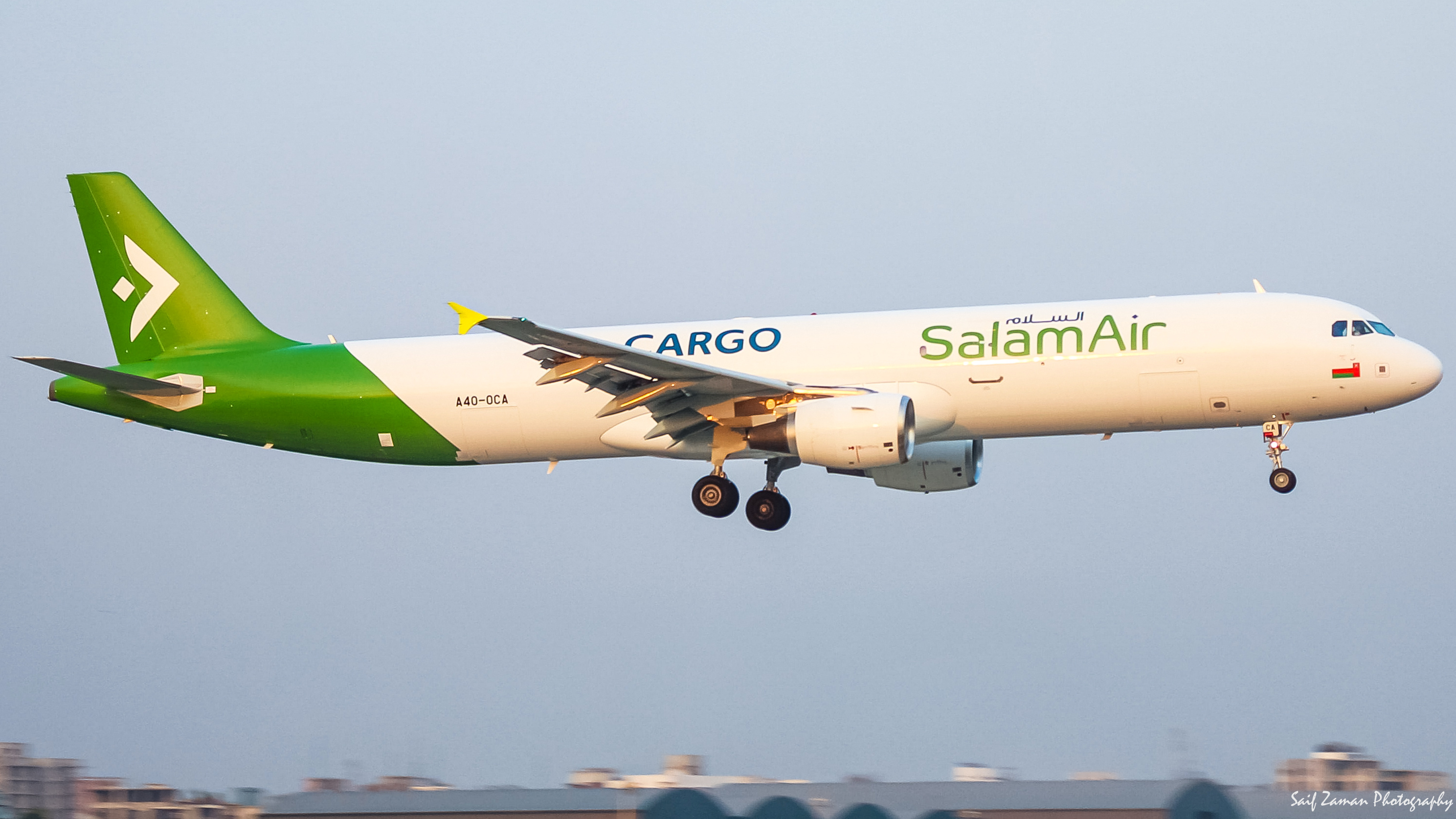
Un Airbus A321P2F.

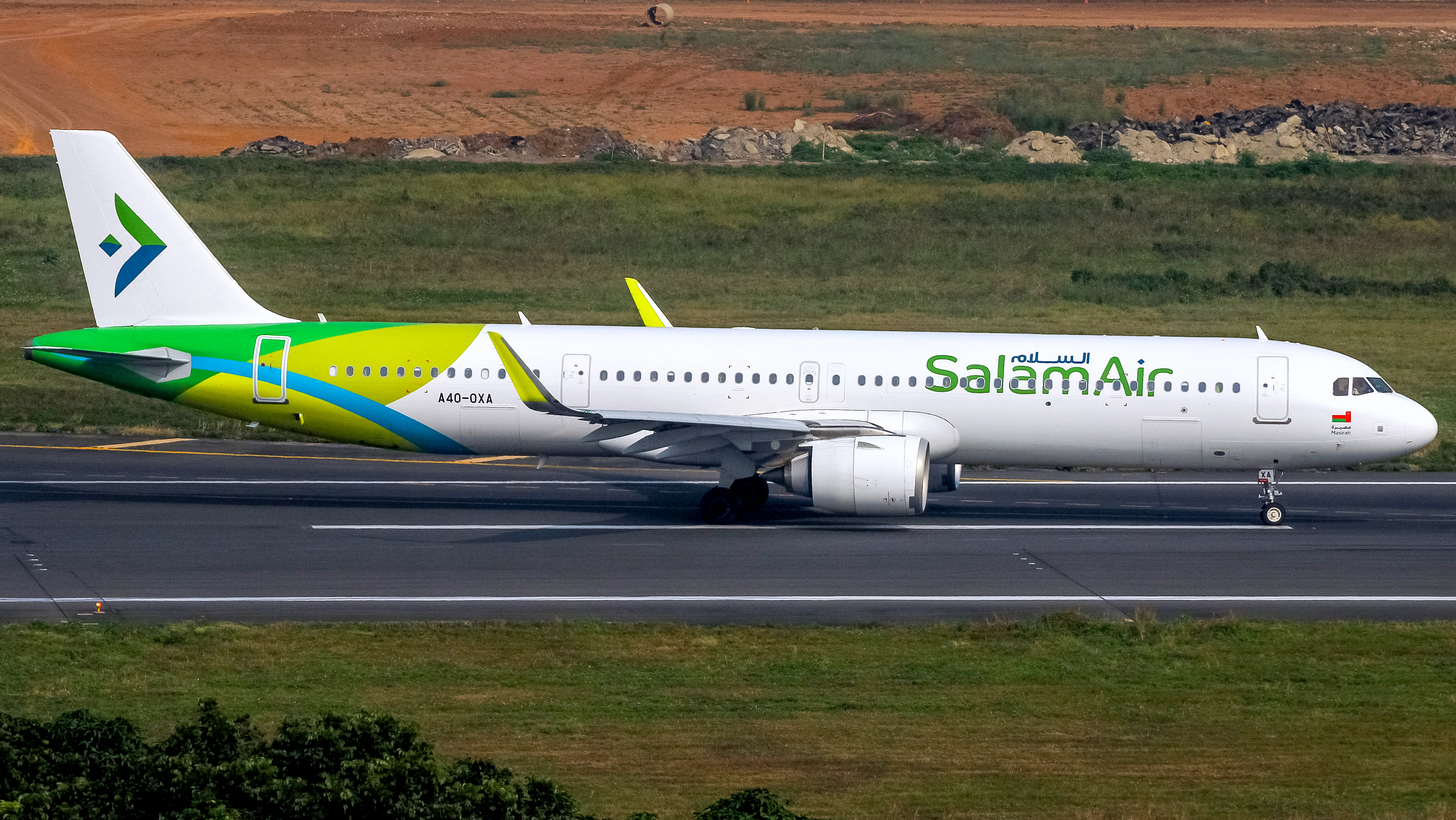
Un Airbus A321neo.

Ad ottobre 2024 la flotta di SalamAir è composta dai seguenti aeromobili:

### Flotta storica

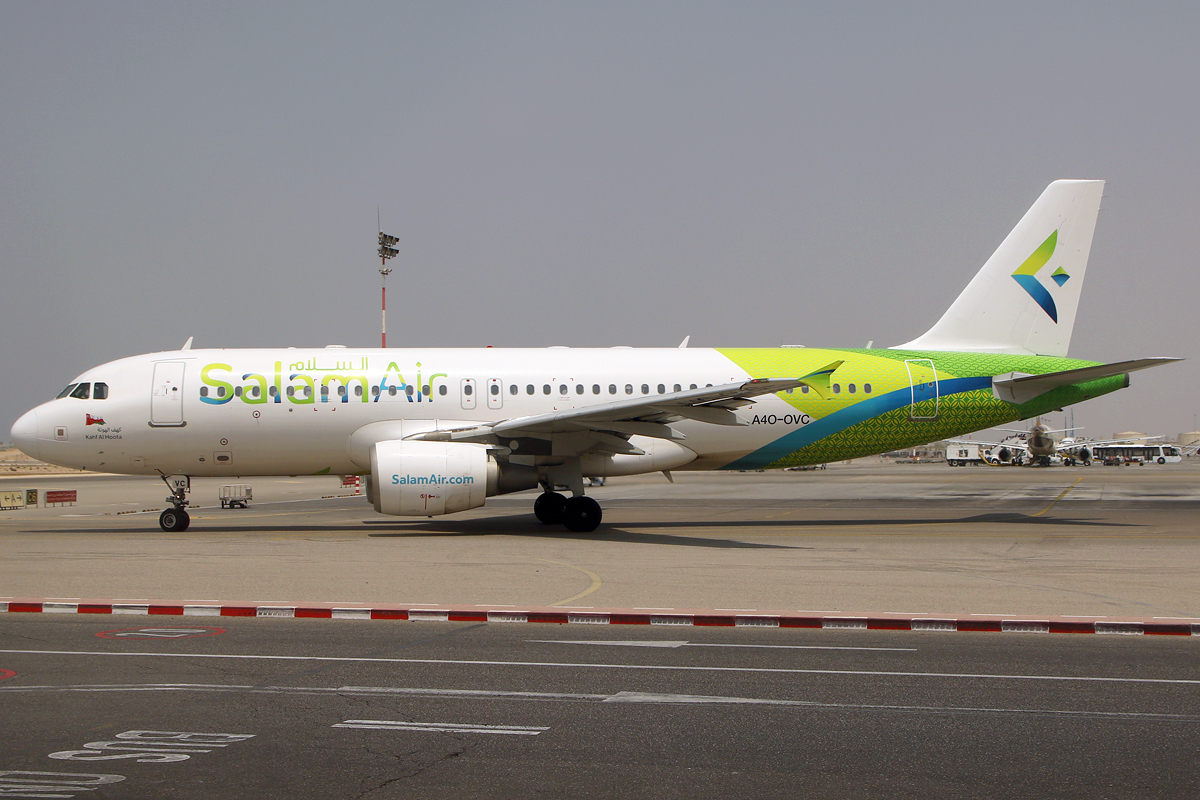
Un Airbus A320-200.

Nel corso degli anni, SalamAir ha operato con i seguenti aeromobili: